# Jirafa (productora audiovisual)
Jirafa también conocida como Jirafa Films o Jirafa Cine, es una productora chilena fundada en 2001 en Valdivia. Sus películas han tenido recorrido en varios festivales internacionales, formando parte de la selección oficial de Cannes (2009 y 2011) y Sundance (2013 y 2016). En 2019, Los perros de Marcela Said fue nominada a los Goya como mejor película iberoamericana.

## Películas
- El tesoro de los caracoles (2004) Cristián Jiménez
- Ciudad de papel (2007) Claudia Sepúlveda
- El asesino entre nosotros (2007) Daniel Benavides
- 199 recetas para ser feliz (2008) Andrés Waissbluth
- El cielo, la tierra y la lluvia (2008) José Luis Torres Leiva
- Huacho (2009) Alejandro Fernández Almendras
- Ilusiones ópticas (2009) Cristián Jiménez
- Manuel de Ribera (2010) Christopher Murray y Pablo Carrera
- Bonsái (2011) Cristián Jiménez
- Miguel San Miguel (2012) Matías Cruz
- El verano de los peces voladores (2013) Marcela Said
- Il futuro (2013) Alicia Scherson
- La voz en off (2014) Cristián Jiménez
- Prueba de actitud (2016) Augusto Matte y Fabrizio Copano
- Y todo el cielo cupo en el ojo de la vaca muerta (2016) Francisca Alegría
- Aquí no ha pasado nada (2016) Alejandro Fernández Almendras
- Los perros (2017) Marcela Said
- El Estreno (HRA) (2018) Alejandro Fernández Almendras
- Divino amor (2019) Gabriel Mascaro
- La vaca que cantó una canción hacia el futuro (2022) Francisca Alegría

## Premios
Premios Goya
| Año  | Título     | Categoría                     | Resultado |
| ---- | ---------- | ----------------------------- | --------- |
| 2018 | Los perros | Mejor película iberoamericana | Candidato |

Premios Cóndor de Plata
| Año  | Título     | Categoría                     | Resultado |
| ---- | ---------- | ----------------------------- | --------- |
| 2018 | Los perros | Mejor película iberoamericana | Candidato |

Festival de Cannes
| Año  | Título     | Categoría                 | Resultado |
| ---- | ---------- | ------------------------- | --------- |
| 2009 | Huacho     | Golden Camera             | Candidato |
| 2009 | Huacho     | Un Certain Regard Award   | Candidato |
| 2011 | Bonsái     | Un Certain Regard Award   | Candidato |
| 2017 | Los perros | Critics' Week Grand Prize | Candidato |

Premio Pedro Sienna
| Año  | Título                          | Categoría                     | Resultado |
| ---- | ------------------------------- | ----------------------------- | --------- |
| 2009 | El cielo, la tierra y la lluvia | Mejor largometraje de ficción | Candidato |
| 2010 | Huacho                          | Mejor largometraje de ficción | Candidato |
| 2010 | Ilusiones ópticas               | Mejor largometraje de ficción | Candidato |
| 2012 | Bonsái                          | Mejor largometraje de ficción | Candidato |
| 2013 | Il futuro                       | Mejor largometraje de ficción | Candidato |
| 2017 | Aquí no ha pasado nada          | Mejor largometraje de ficción | Ganador   |
| 2019 | Los perros                      | Mejor largometraje de ficción | Candidato |

Otros premios
| Evento                                         | Año  | Categoría                               | Título                           | Resultado |
| ---------------------------------------------- | ---- | --------------------------------------- | -------------------------------- | --------- |
| Festival Internacional de Cine de Palm Springs | 2010 | New Voices/New Visions Grand Jury Prize | Huacho                           | Candidato |
| Festival de Cine de Sundance                   | 2013 | Grand Jury Prize                        | Il futuro                        | Candidato |
| Festival Internacional de Cine de Róterdam     | 2013 | Mejor película                          | Il futuro                        | Ganador   |
| Festival Internacional de Cine de Palm Springs | 2014 | Cine Latino Award                       | El verano de los peces voladores | Candidato |
| Festival Internacional de Cine de Berlín       | 2015 | ARTE International Prize                | Los perros                       | Ganador   |
| Festival de Cine de Sundance                   | 2016 | World Cinema Dramatic                   | Aquí no ha pasado nada           | Candidato |
| Festival Internacional de Cine de Cartagena    | 2016 | Mejor Película                          | Aquí no ha pasado nada           | Ganador   |